# Volvo PV544
Volvo PV544 – samochód osobowy Volvo, produkowany w latach 1958–1965. Był to pierwszy samochód, w którym zastosowano wynalazek Nilsa Bohlina, jakim były trzypunktowe pasy bezpieczeństwa.
Był eksportowany m.in. do USA, gdzie był ceniony za ekonomiczność, solidność i osiągi (w 1959 roku kosztował 2239 dolarów, podobnie do typowych większych amerykańskich samochodów). Samochód cieszył się uznaniem – w ankiecie z 1959 roku 93,3% użytkowników oceniło go jako „doskonały”, a nikt jako kiepski i tylko 5,8% doświadczyło awarii. Był on dość pojemny i znacznie szybszy od większości popularnych samochodów importowanych w tym czasie (czas przyspieszenia 14 sekund do 97 km/h), a przy tym nadal bardziej ekonomiczny od popularnych samochodów amerykańskich.

## Dane techniczne samochodu Volvo PV544
- Nadwozie samonośne, 2-drzwiowe, 4-miejscowe
- Silnik rzędowy 4-cylindrowy, 1,6 l, OHV, umieszczony z przodu auta napędzający koła tylne[a]
- Moc maksymalna – 50 kW przy 4500 obr./min
- Maksymalny moment obrotowy - 135 Nm przy 2600 obr./min
- Skrzynia przekładniowa 3- i 4-biegowa manualna
- Długość/szerokość/wysokość – 4450/1590/1590 mm
- Masa własna pojazdu – 980-1080 kg
- Prędkość maksymalna – ok. 145 km/h[a]
- Przyspieszenie 0-100 km/h – 15 s

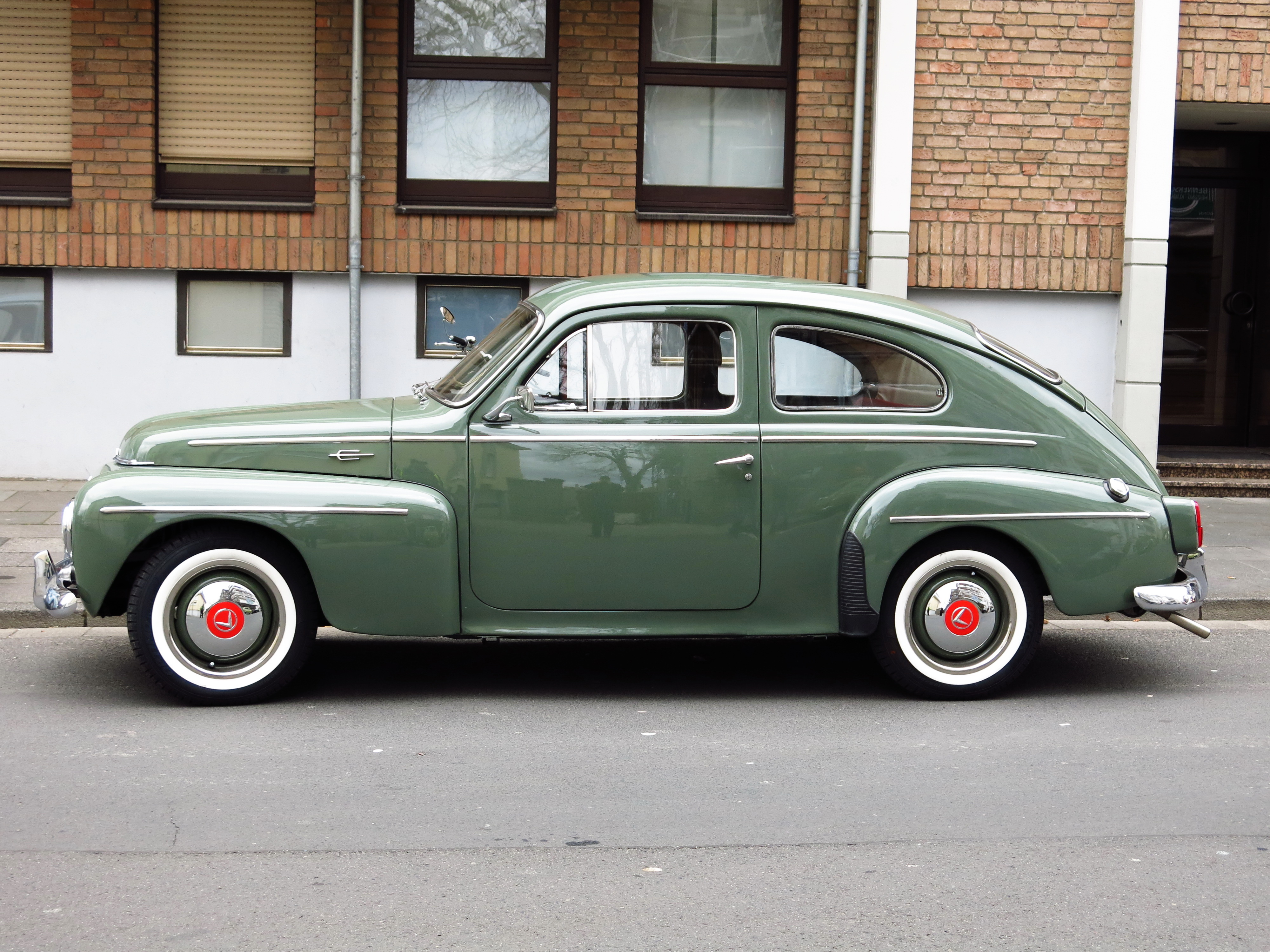
Sylwetka
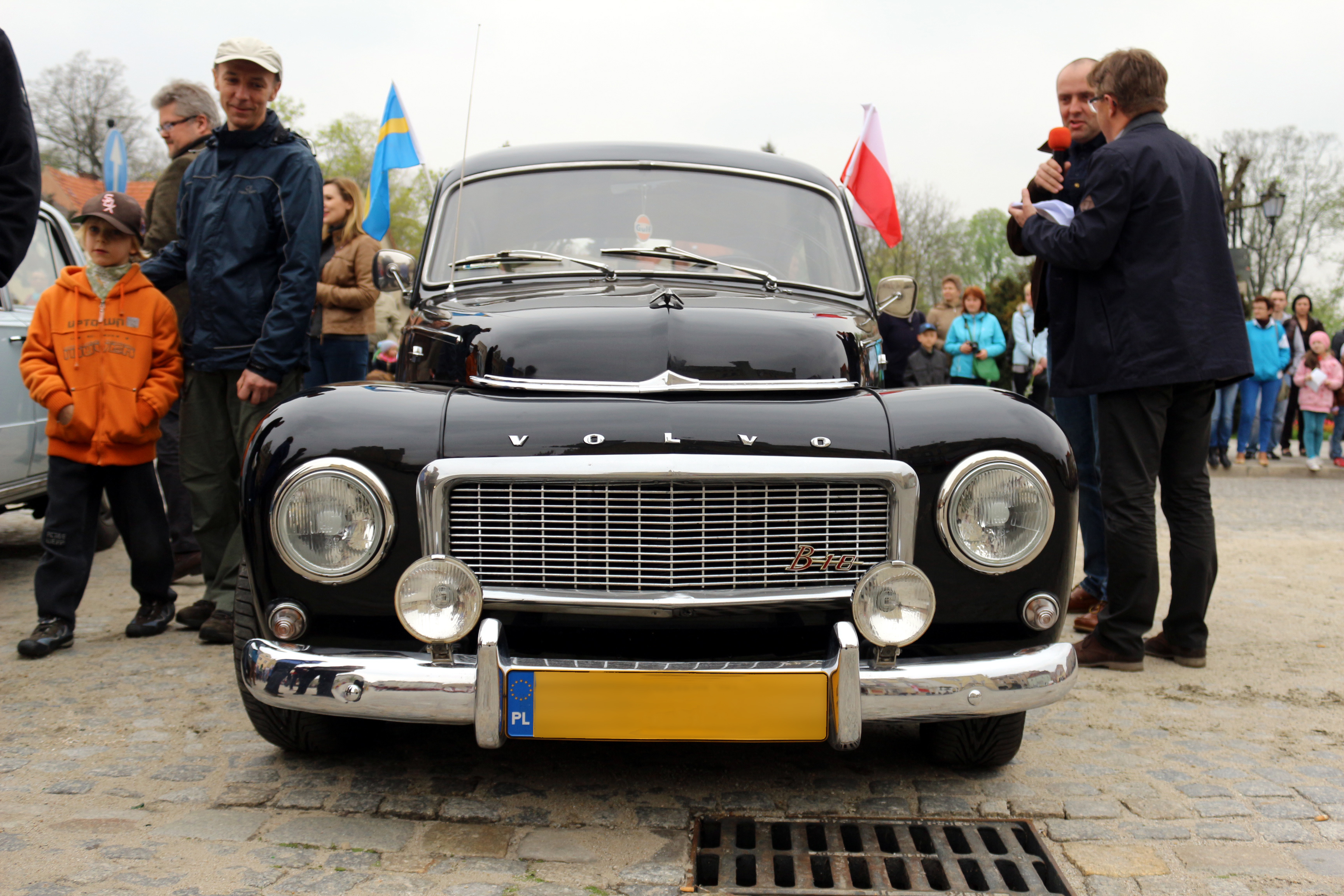
Widok z przodu
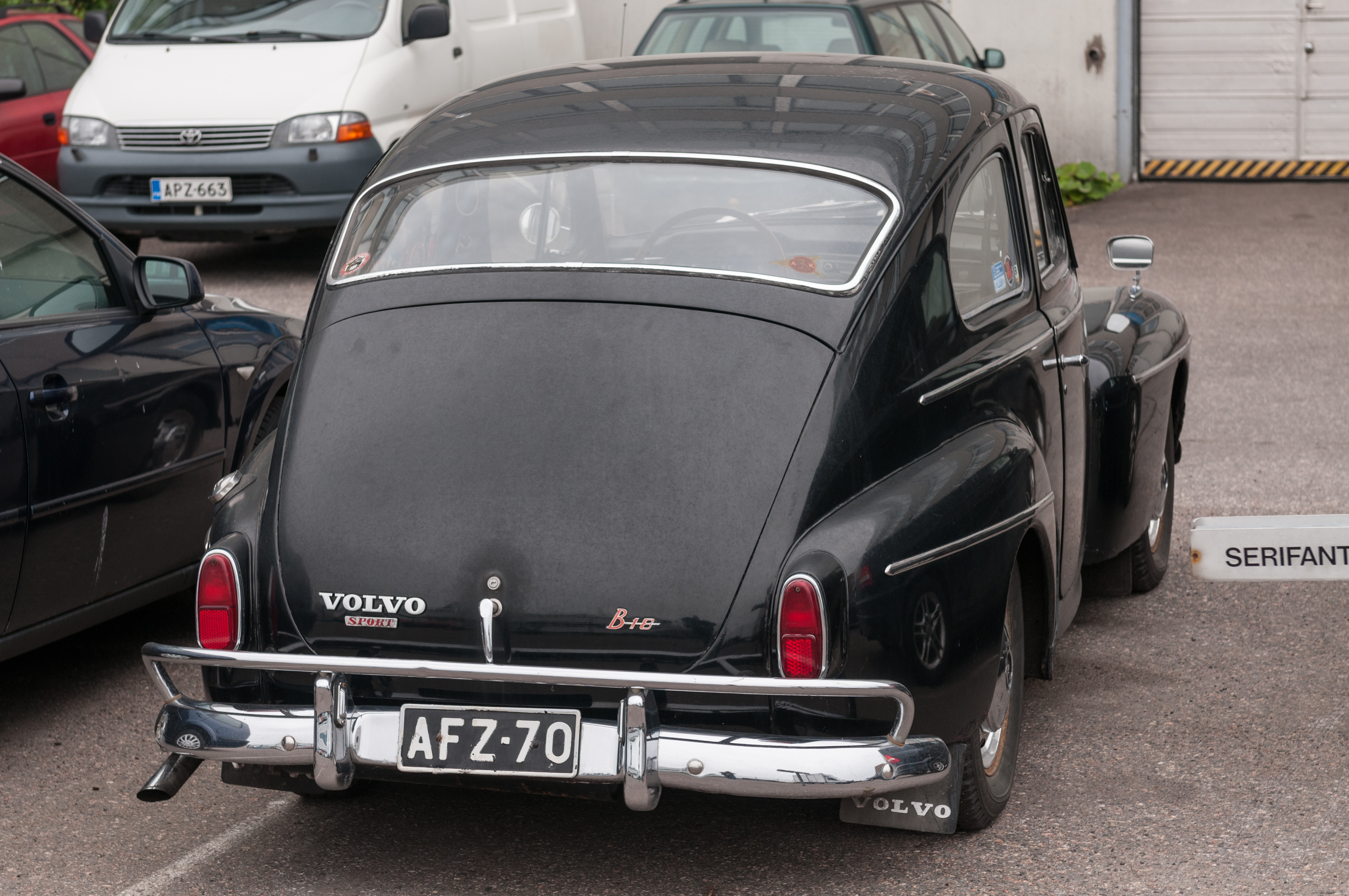
Widok z tyłu
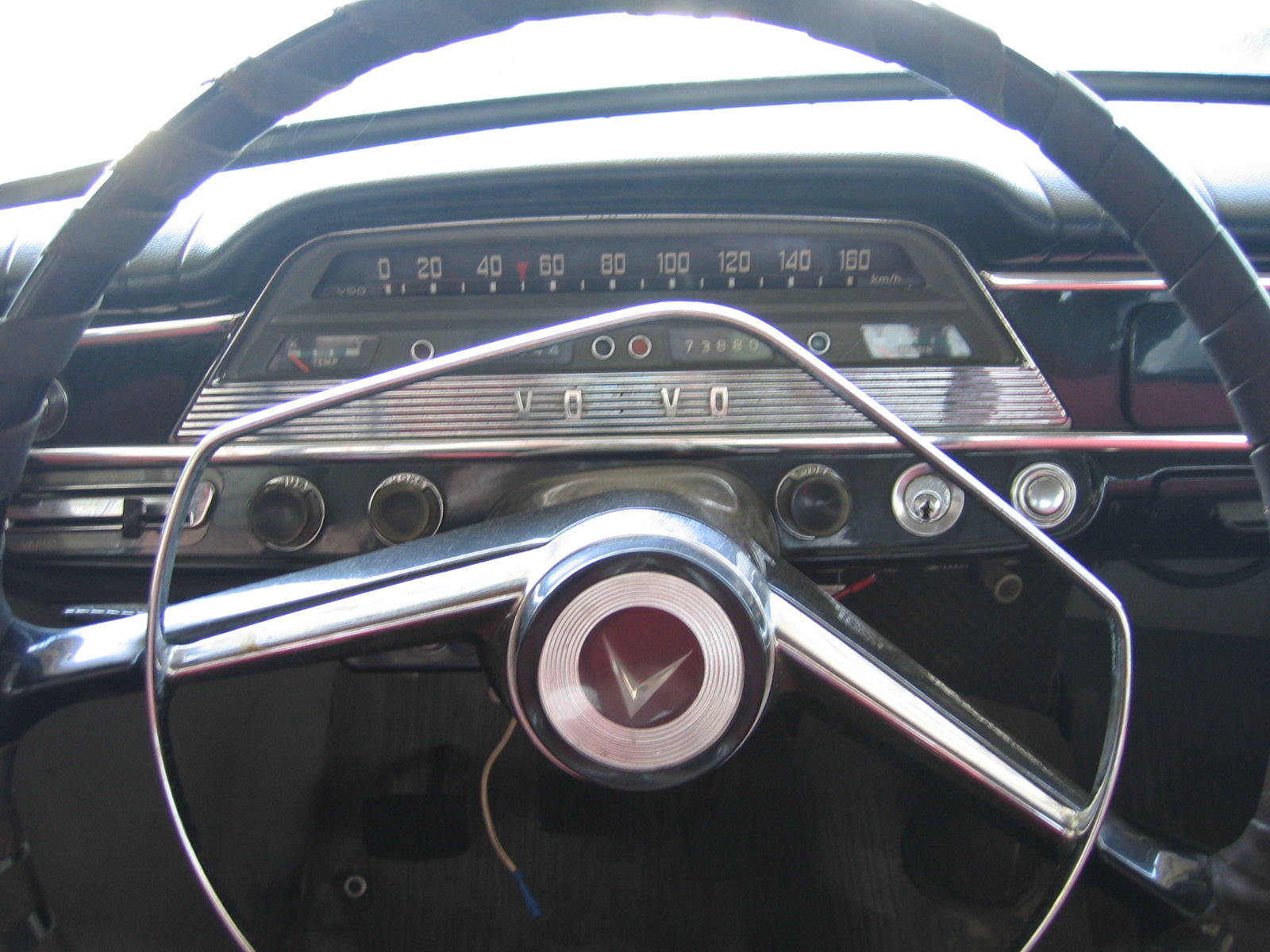
Wnętrze Volvo PV544